# La Banda Timbiriche: En concierto
La Banda Timbiriche: En Concierto, lanzado en 1983, es el tercer álbum de la banda Timbiriche. Este álbum contiene canciones de comedias musicales en español ya traducidos y producida por Julissa, la madre del miembro de la banda Timbiriche Benny Ibarra Jr. Una de estas canciones es Baile Del Sapo, una versión de The Time Warp creado para Julissa en 1976 la producción de El Show De Terror de Rocky.
Álbum totalmente grabado en estudio por Discos y Cintas Melody, en este año (1983) Timbiriche se encuentra en su mejor momento de popularidad desfalcando en el mercado mexicano a Parchís. Éxitos como: "El Baile del Sapo" de la comedia musical "The Rocky Horror Picture Show", "sueño con volver a verte" de la obra musical "Jesus Christ Superstar" y "Noches de Verano" del famoso musical "Grease", además de un Homenaje al cantante John Lennon "Imagina" ("Imagine") y una canción que se volvió famosa en su versión en español "Micky" de nicky chinn en ese entonces llevada a la fama en Estados Unidos por la cantante Toni Basil, este disco es presentado por Alfredo Alegría ("Lenguardo").

## Lista de canciones

### En formato LP
| Lado A |                                                                             |                                                 |          |  |
| N.º    | Título                                                                      | Escritor(es)                                    | Duración |  |
| 1.     | «Presentación De La Banda Timbiriche Por "Lenguardo"» (Cachún Cachún Ra Ra) |                                                 | 0:49     |  |
| 2.     | «Popurrí Timbiriche» (Todos)                                                | Varios                                          | 5:56     |  |
| 3.     | «Noches de verano (Summer Nights)» (Benny y Sasha)                          | Jacobs, Casey, Trad.: J.I. de Llano             | 4:11     |  |
| 4.     | «Problema (Trouble)» (Diego y Benny)                                        | Lindsey Buckingham, Trad.: J.I. de Llano        | 2:14     |  |
| 5.     | «Baile Del Sapo (Time Warp)» (Benny, Diego, Sasha y Paulina)                | Richard O'Brien, Trad.: J.I. de Llano           | 3:29     |  |
| 6.     | «Sueño Con Volver A Verte (Could We Start Again Please?)» (Benny)           | Tim Rice, Lloyd O. Webber, Trad.: J.I. de Llano | 2:52     |  |

| Lado B |                                                   |                                            |          |  |
| N.º    | Título                                            | Escritor(es)                               | Duración |  |
| 1.     | «Payasos (One Step)» (Alix y Mariana)             | D.A.R., Trad: S. Pasquel                   | 4:12     |  |
| 2.     | «Micky (Mickey)» (Mariana, Alix, Paulina y Sasha) | Nicky Chinn-Mike Chapman, Trad.: R. Valdés | 4:37     |  |
| 3.     | «Popurrí Grandes Años Del Rock» (Diego y Benny)   | Varios                                     | 4:13     |  |
| 4.     | «Imagina (Imagine)» (Todos)                       | John Lennon, Trad. P. Damián               | 3:23     |  |
| 5.     | «Popurrí Banda Timbiriche» (Todos)                | Varios                                     | 5:26     |  |

### En formato CD
| La banda timbiriche: En Concierto |                                                                             |                                                 |          |  |
| N.º                               | Título                                                                      | Escritor(es)                                    | Duración |  |
| 1.                                | «Presentación De La Banda Timbiriche Por "Lenguardo"» (Cachún Cachún Ra Ra) |                                                 | 0:49     |  |
| 2.                                | «Popurrí Timbiriche» (Todos)                                                | Varios                                          | 5:56     |  |
| 3.                                | «Noches de verano (Summer Nights)» (Benny y Sasha)                          | Jacobs, Casey, Trad.: J.I. de Llano             | 4:11     |  |
| 4.                                | «Problema (Trouble)» (Diego y Benny)                                        | Lindsey Buckingham, Trad.: J.I. de Llano        | 2:14     |  |
| 5.                                | «Micky (Mickey)» (Mariana, Alix, Paulina y Sasha)                           | Nicky Chinn-Mike Chapman, Trad.: R. Valdés      | 4:37     |  |
| 6.                                | «Sueño Con Volver A Verte» (Benny)                                          | Tim Rice, Lloyd O. Webber, Trad.: J.I. de Llano | 2:52     |  |
| 7.                                | «Payasos (One Step)» (Alix y Mariana)                                       | D.A.R., Trad: S. Pasquel                        | 4:12     |  |
| 8.                                | «Baile Del Sapo (Time Warp)» (Benny, Diego, Sasha y Paulina)                | Richard O'Brien, Trad.: J.I. de Llano           | 3:29     |  |
| 9.                                | «Popurrí Grandes Años Del Rock» (Diego y Benny)                             | Varios                                          | 4:13     |  |
| 10.                               | «Imagina (Imagine)» (Todos)                                                 | John Lennon, Trad. P. Damián                    | 3:23     |  |
| 11.                               | «Popurrí Banda Timbiriche» (Todos)                                          | Varios                                          | 5:26     |  |

## Créditos Canciones
1.-Presentación De La Banda Timbiriche Por "Lenguardo"
- Cachún Cachún Ra Ra

2.-Popurri Timbiriche (Todos) (Presentación: Paulina)
- Y La Fiesta Comenzó - A. Fidel/G. Méndez Guiú
- Somos Amigos - E. Vonn/G. Méndez Guiú
- Amor Para Ti - Pedro Damián/G. Méndez Guiú
- El Gato Rocanrolero - Memo Méndez Guiú
- Medley De Cri Cri: El Ropero, Di Por Que, Los Tres Cochinitos - Francisco Gabilondo Soler
- Un Día En El Campo - P. Damián/G. Méndez Guiú
- El Pregonero - A. Dávila/G. Méndez Guiú
- Hoy Tengo Que Decirte Papa - P. Damián/G. Méndez Guiú
- Timbiriche - P. Damián/G. Méndez Guiú

3.-Noches De Verano (Summer Nights) (Benny y Sasha) (2.ª voz: Diego, Mariana, Paulina y Alix) (Presentación: Mariana) (Final: Diego)  - J. Jacobs-Casey/Trad.: J.I. de Llano
4.-Problema (Trouble) (Diego y Benny) (Presentación: Nadie) - Lindsey Buckingham/Trad.: J.I. de Llano
5.-Baile Del Sapo (Time Warp) (Benny, Diego, Sasha y Paulina) (Presentación: Alix y Benny) - Richard O'Brien/Trad.: J.I. de Llano 
6.-Sueño Con Volver A Verte (Benny) (2.ª voz: Sasha) (Presentación: Sasha) - Tim Rice-Lloyd O. Webber/Trad.: J.I. de Llano
7.-Payasos (One Step) (Alix y Mariana) (Presentación: Mariana) - D.A.R./Trad: S. Pasquel
8.-Micky (Mickey) (Mariana, Alix, Paulina y Sasha) (Presentación: Alix, Diego, Mariana y Sasha) - Nicky Chinn-Mike Chapman/Trad.: R. Valdés
9.-Popurri Grandes Años Del Rock (Diego y Benny) (Presentación: Diego, Benny y Sasha)
- Confidente De Secundaria (High School Confidential) - Lewis-Hargrave
- Chica Alborotada (Tallahassee Lassie) - Frank S. Lay-Bob Crewe-Viscariello/Trad. J. Glez
- Lucila (Lucille) - R. Penniman-A. Collins
- Rock Del Angelito - J. Roger-Fco. Domínguez
- Popotitos (Boney Moroney) - Larry Williams
- Pólvora (Dinamite) - Ray Charles-Chucho Gonález

10.-Imagina (Imagine) (Todos) (Presentación: Sasha) - John Lennon/Trad. P. Damián
11.-Popurri Banda Timbiriche (Todos) (Presentación: Paulina)
- Chispita - G. Méndez Guiú/A. Dávila.
- Ojos De Miel - G. Méndez Guiú/A. Rubin
- Por Tu Amor - G. Méndez Guiú/A. Dávila
- Solo Tú, Solo Yo - Feliciati-Foschini-Ceroni-Bosé
- México - Feliciati-Foschini-Ceroni-Bosé
- La Vida Es Mejor Cantado - G. Méndez Guiú-P. Damián
- Rocococococanrol - G. Méndez Guiú/P. Damián
- La Banda Timbiriche - Feliciati-Foschini-Ceroni-Bosé

## Realización
- Productor musical: Raúl y Alfonso González Biestro
- Arreglos y dirección musical: Memo Méndez Guiu, Oscar Reynoso
- Estudio de grabación: Proaudio
- Textos y director artístico: Pedro Damián
- Producción ejecutiva: Nueva Generación S.A.
- Productor y director general: Luis De Llano M.
- Productor: Raúl González Biestro
- Mánager: Ma. Elena Galindo O.
- Coreografía: Arcelia De La Peña, Fabiola la Rue
- Road Mánager: Mary Cardoso
- Promotor: Eleazar Pulido
- Sonido: Samuel Gorodzinsky
- Coordinación: Angélica Arriaga
- Vocalización: Jenny Sotomayor
- Profesor Académico: Vidal Schmill
- Asistentes: Gonzalo Sánchez, Rodrigo García
- Fotografía y Diseño: Gilardi MW, S.A. Publicidad

## Durante la grabación
- La mayoría de las canciones fueron interpretadas anteriormente por los padres de Benny (Benny Sr. y Julissa) en puestas teatrales.
- La Canción "Mickey" fue famosa en México por Timbiriche.
- La presentación del disco fue realizada por el personaje de "Lenguardo", de la famosa serie juvenil Cachún cachún Ra Ra.
- Este álbum fue presentado "En Vivo" cuando en realidad es un álbum de estudio con el público falso.
- Al igual que en el anterior disco, se cambia el orden de las canciones porque en el LP, "Baile del sapo (Time warp)" era la canción #5 del Lado A y "Micky (Mickey)" era la canción #2 del Lado B, por lo que en el CD, debería ser "Baile del sapo (Time warp)" la #5 y "Micky (Mickey)" la #8, pero en el CD "Micky (Mickey)" se cambia al #5 y "Baile del sapo (Time warp)" al #8, se desconoce el cambio.
- Erik ya salía en presentaciones del grupo tocando la batería.

## Integrantes
- Diego, Paulina, Mariana, Benny, Alix, Sasha